# 夜上海
「夜上海」（よるシャンハイ、イェシャンハイ、拼音: Yè shàng hǎi）は、1946年発表の中国の楽曲である。周璇が創唱した。

## 概要
本作は20世紀の上海外灘で最も知られた楽曲の一つで、范煙橋が作詞、陳枚（陳歌辛）が作曲し、周璇が歌唱したものである。英題は “NIGHT LIFE IN SHANGHAI” との翻訳表記がなされている。
本作は1946年の映画『長相思』の挿入歌として制作された。濃厚なジャズの風格があり、ラッパの音が高らかに響き、華やかな上海の夜をイメージさせるようなリズムカルなサウンドが繰り広げられ、途中にはブギが挾み込まれる斬新でモダンな構成になっており、当時の上海という国際的大都会のムードが漂っている。その後、羅文によって翻訳され歌われたこともあるなどして現代でも歌い継がれている人気作である。
本作は1989年に広東語バージョンに改編され、陳松伶が歌唱している。しかし、これ以前に本作の「鉄窓紅涙《鐵窗紅淚》」から編曲され、尹光がボーカルを担当したものもある。

## 内容
「眠らない街、シャンデリアが輝き、車が行き交い、歌とダンスに明け暮れる」と、不夜城である魔都・上海の華やかさや賑いが歌われていくと共に、「笑顔で人を迎える彼女の心の苦しみを知る者はいない、夜の生活も暮しのため、酒が人を酔わせるのではなく、人は自ら酔ってしまうもの、明け方には酔った目をして頭は朦朧としている。皆が帰れば、心は回転する車輪のよう。夜生活を思い返せば、夢から初めて目覚めたようだわ」と、《歌女》の苦汁に満ちた心の内、刹那的な人生が唄われている内容である。

## 備考
JASRACに於いては2018年現在、外国作品／出典：PJ (サブ出版者作品届)   ／作品コード：0H6-2248-5 YE SHANG HAI /ORIGINAL/ 夜上海／原曲／ として登録。「アーティスト」として周璇や柳石明、蔡琴が登録されている。
作詞の范煙橋（FAN YAN QIAO）、作曲の林枚（LIN MEI / 陳歌辛）両者いずれもPD状態（消滅）とされている。